# 尊严与荣誉
尊严与荣誉（L'onore e il Rispetto）是一部意大利电视连续剧，在Canale 5播出。已播出五季，前四季均为6集，第五季为8集。第一季在2006年播出，第二季在2009年，第三季在2012年，第四季在2015年，第五季在2017年播出。
第一季由萨尔瓦托雷·桑佩里导演，第二季由桑佩里和路易吉·帕里西导演，第三、四季由路易吉·帕里西和阿莱西奥·内图里导演。加布里埃尔·加尔科和曼奴拉·阿库里夫妇因主演此剧而在世界知名。该剧另有多位知名演员，包括薇娜·莉丝、吉安卡洛·贾尼尼、保罗·索维诺、安杰拉·莫利纳、文森特·斯帕诺、 埃里克·罗伯茨、朱利亚娜·德西奥、本·加扎拉、雷·洛夫洛克、亚历桑德拉·马提尼斯、莉娜·萨斯特里、伯特·杨、芭芭拉·德罗西和博·德里克。

## 剧集
| 季     | 集数 | Prime TV |
| ------ | ---- | -------- |
| 第一季 | 6    | 2006年   |
| 第二季 | 6    | 2009年   |
| 第三季 | 6    | 2012     |
| 第四季 | 6    | 2015     |
| 第五季 | 8    | 2017     |

## 演员
- 加布里埃尔·加尔科：托尼奥·福特布拉奇（1-5季）
- 科西玛·科波拉：梅琳娜·福特布拉奇
- 朱塞佩·泽诺：桑蒂·福特布拉奇
- 克里斯蒂亚诺·帕斯卡：里奇（1-5季）
- 曼奴拉·阿库里：内拉
- 赛琳娜·奥蒂耶里: 奥尔加·福特布拉奇